# Замыкание (анализ)
Замыкание в анализе — операция, строящая по заданной функция {\displaystyle f(x)} функцию {\displaystyle (\operatorname {cl} f)(x)}, определяемую как: 
{\displaystyle (\operatorname {cl} f)(x)=\inf\{\alpha \mid (x,\alpha )\in {\overline {\operatorname {epi} }}f\}},
где {\displaystyle \operatorname {epi} f} — надграфик функции: {\displaystyle \operatorname {epi} f=\{(x,\alpha )\in \mathbb {R} ^{n}\times \mathbb {R} \mid f(x)\leqslant \alpha \}}
Если {\displaystyle (\operatorname {cl} f)(x)} совпадает с самой функцией {\displaystyle f(x)}, то такая функция называется замкнутой.